# Delta Stream
Koordinaten: 77° 38′ S, 163° 7′ O
Der Delta Stream ist ein kleiner glazialer Schmelzwasserfluss im Taylor Valley des ostantarktischen Viktorialands. Er fließt vom Howard-Gletscher zum Fryxellsee.
Der US-amerikanische Glaziologe Troy L. Péwé (1918–1999) von der Arizona State University untersuchte ihn im Dezember 1957 im Rahmen der Operation Deep Freeze der Jahre von 1957 bis 1958. Er benannte ihn so, da den Fluss eine Reihe von Deltas durchziehen, die durch das Absenken eines glazialen Sees entstanden sind.